# CityLAZ-20
ЛАЗ А292 (СітіЛАЗ-20) — 19-метровий двосекційний міський автобус, що випускався на Львівському автобусному заводі з 2007 по 2012 роки і прийшов на заміну ЛАЗ А291. Призначений для перевезення пасажирів на найбільш завантажених автобусних лініях у великих містах.

## Опис

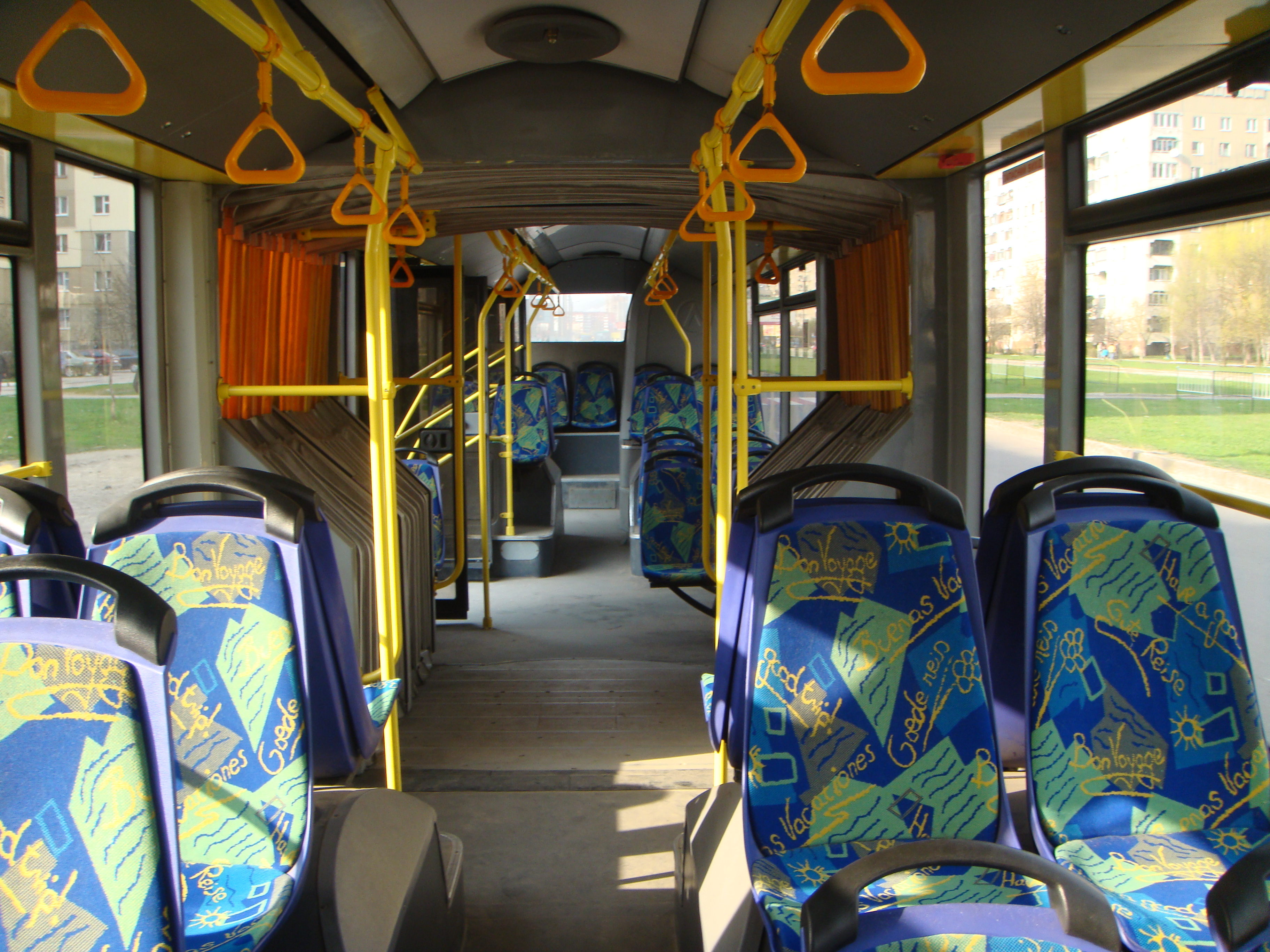
Салон ЛАЗ-А292

Модель була запроваджена у виробництво після вдалих випробувань аналогічного здвоєного тролейбуса ЕлектроЛАЗ-301 у 2007 році.
Фактично, автобус є зчленованою модифікацією ЛАЗ А183 — перша секція залишена без змін від даного автобуса, проте вона вкорочена, і до неї через гнучке з'єднання ("гармошку") додано другу секцію, довжиною 6 метрів. Зчеплення дозволяє пасажирам знаходитися на пересувній платформі між двома секціями А292. «Гармошка» зазвичай жовтого кольору.
Довжина автобуса становить 18,80 метрів, ширина 2.55 і висота 3.06 метра. Кількість габаритних вогнів — 35 штук.
Формула дверей А292 - 2-2-2-2, у кожній секції по 2 двостулкових дверей планетарного типу. Автобус розрахований на перевезення великої кількості людей — загальна пасажиромісткість при густоті 8 на м² становить до 230 чоловік (для порівняння у ЕлектроЛАЗ-301 пасажиромісткість лише 197 чоловік). Автобус має 46 сидячих місць, із яких 24 знаходяться у тягачі, і 22 у задній секції. Передбачено перевезення людей з особливими потребами: так, у першій секції в других дверях знаходиться спеціальний відкидний пандус, який витримує до 90 кг, а навпроти нього в салоні автобуса - накопичувальний майданчик. Вікна автобуса клеєні, тоновані. Підвіска пневматично-ресорна, здатна витримати близько 14-16 тонн додаткової ваги пасажирів.
Потужність двигуна становить 286 кВт. При повному завантаженні максимальна швидкість становить 87 км/год. Порожній автобус розганяється до 115 км/год. Витрати палива при швидкості 60 км/год та повному завантаженні сягають 28 літрів дизпалива на 100 кілометрів.
Керування у здвоєного автобуса важче, ніж у 10-метрового ЛАЗ А152 і 12-метрового ЛАЗ А183, хоч система керування використовується та ж — ZF Servocom 8098. У автобусі встановлено додаткові обзорні скла, щоб водій міг орієнтуватися на другу секцію. Зверху автобуса встановлено 3 габаритні ліхтарі червоного кольору, ззаду — знак  «Автопоїзд». Шини — 207/280R.
Всього до листопаду 2022 року виготовлено 38 автобусів ЛАЗ А292. Всі вони використовуються на маршрутах громадського транспорту: 25 — у Києві, 5 — у Львові. Решта  перебувають на заводі ЛАЗ, а остання випущена машина експлуатується у Вишгороді Київської області.

## Модифікації
- ЛАЗ A292D1 (CityLAZ 20 LF) — повністю низькопідлогова модифікація, двигун Deutz BF6M1013FC/ECP або Deutz TCD2013L06 4V.
- ЛАЗ A292N1 (CityLAZ 20 LF) — повністю низькопідлогова модифікація, двигун MAN D0836 LOH02.

### Відео
- LAZ A-292 bus drift test